# Дзержинське (Томський міський округ)
Дзержи́нське (рос. Дзержинское) — село у складі Томського міського округу Томської області, Росія.
Стара назва — Дзержинський.

## Населення
Населення — 2861 особа (2010; 2223 у 2002).
Національний склад (станом на 2002 рік):
- росіяни — 94 %